# Österreichische Riviera

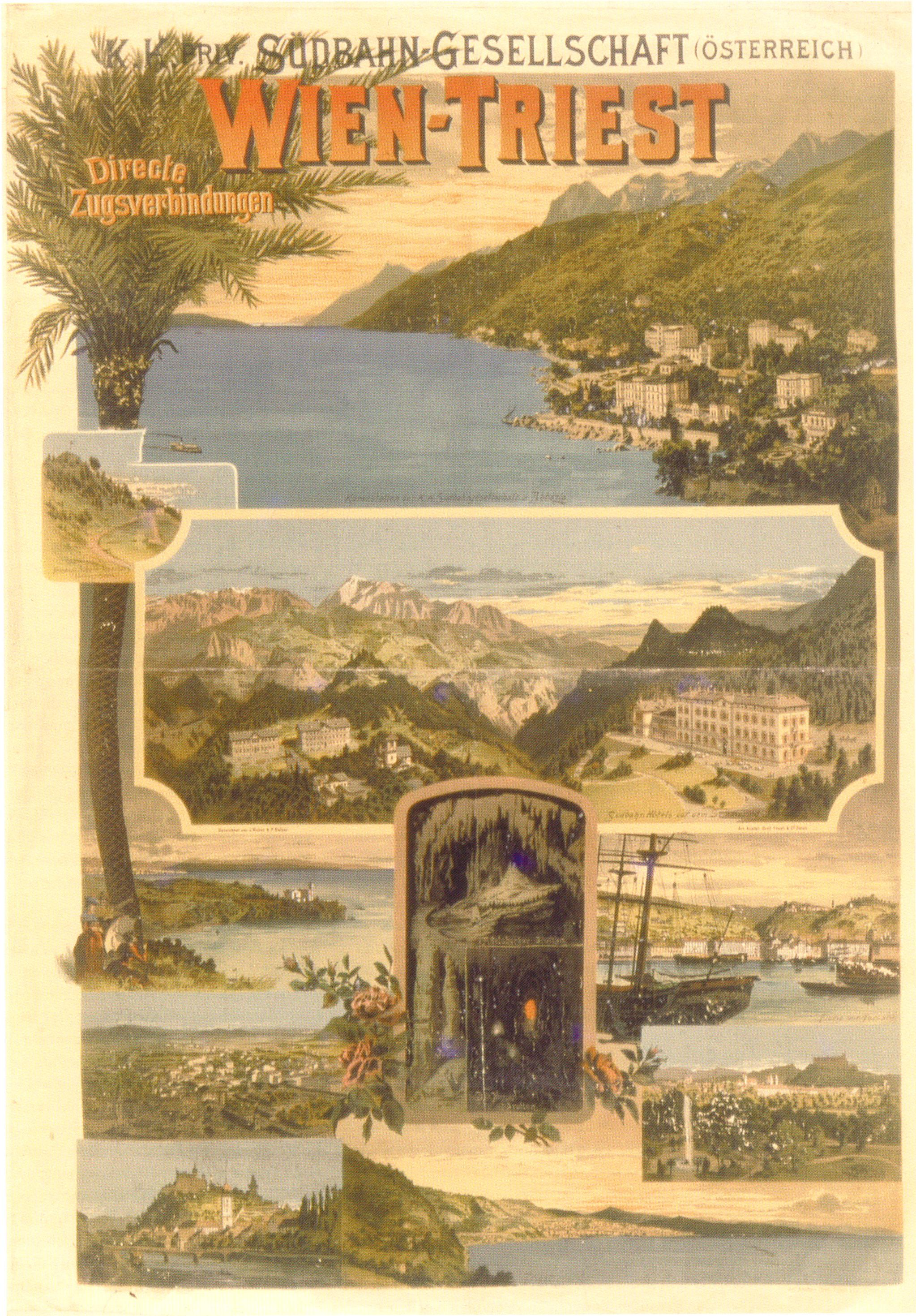
Plakat der Südbahngesellschaft von 1898 mit Ansichten der österreichischen Riviera

Als Österreichische Riviera wurde in der Werbung die Adriaküste der Habsburger Kronländer Görz und Istrien, nördlich und südlich von Triest, von  der Mitte des 19. Jahrhunderts bis zum Zerfall der Doppelmonarchie 1918 bezeichnet. Der Name wurde eingeführt, als entlang der als Österreichisches Küstenland bezeichneten Küste der Tourismus aufkam.
Mittelpunkt der Österreichischen Riviera war die Stadt Triest. Wichtige Badeorte waren Brioni, Duino, Grado, Portorož und Abbazia, die „Perle der österreichischen Riviera“.